# Eduardo Moore
Eduardo Pompeyo Moore Montero (Berlín, 30 de agosto de 1895 - Santiago, noviembre de 1977) fue un pedagogo, abogado, empresario y político chileno, miembro del Partido Liberal (PL). Se desempeñó como parlamentario por varios periodos legislativos, así como ministro de Estado —en la cartera de Educación Pública— durante el gobierno del presidente Jorge Alessandri entre 1960 y 1961.

## Familia y estudios
Nació en Berlín, Alemania, el 30 de agosto de 1895; hijo del médico Eduardo Moore Bravo, quien fuera director del Museo Nacional de Historia Natural entre 1910 y 1927, y de Elvira Montero Riveros.
Realizó sus estudios primarios en el Liceo Alemán y en el Instituto Nacional José Miguel Carrera, ambos de Santiago. Más tarde ingresó al Instituto Pedagógico de la Universidad de Chile, donde se tituló como profesor de historia y geografía. Fue presidente de la Federación de Estudiantes (FECh) de esa casa de estudios entre 1917 y 1918. También estudió leyes en la misma universidad, jurando como abogado ante la Corte Suprema de Justicia, el 4 de junio de 1920, después de presentar la tesis Los alimentos debidos por ley.
Trabajó por algunos años como académico en el Liceo de Hombres de San Bernardo y también en la Escuela Militar de Santiago. En paralelo desarrolló su veta empresarial en el ámbito agrícola.
Se casó con Isabel Rodríguez Fornés, con quien tuvo seis hijos: Eduardo, Isabel, Elvira, Patricio, María Cristina y Tomás.

## Carrera política
Integró las filas del Partido Liberal (PL), del cual fue vicepresidente y presidente, asumiendo en 1938. El 19 de febrero de 1931 fue designado por el presidente Carlos Ibáñez del Campo como alcalde de la comuna de Pumanque, ocupando el cargo hasta el 25 de mayo del mismo año, cuando presentó su renuncia. Después, el 12 de septiembre, fue nombrado vocal de la Municipalidad de esa comuna, ejerciendo esa posición hasta el 9 de junio de 1935.
Llegó al Congreso Nacional en las elecciones parlamentarias de 1932, tras ser elegido como diputado por la 10.ª Agrupación Departamental, que comprendía San Fernando y Santa Cruz, para el periodo legislativo 1933-1937. Seguidamente en las elecciones parlamentarias de 1937, fue reelegido en la diputación para período 1937-1941. Fue miembro de la comisión que en 1938 acompañó al ministro de Relaciones Exteriores Abraham Ortega Aguayo, a Brasil y Argentina.
Inmediatamente después, en las elecciones parlamentarias de 1941, fue elegido como diputado por la 6ª Agrupación Departamental de Valparaíso y Quillota, por el período 1941-1945. Paralelamente tuvo una destacada participación en los difíciles momentos de 1941, cuando se le exigió al presidente Pedro Aguirre Cerda, modificar la Ley Electoral.
En el siguiente periodo representó a la 8ª Agrupación Departamental de Melipilla, San Antonio, San Bernardo y Maipo en elección complementaria para reemplazar a Enrique Madrid, por el periodo 1945-1949.
En la Cámara de Diputados integró las comisiones de: Educación Pública (1933, 1937, 1944, 1947, 1957); Agricultura y Colonización (1939, 1953, 1957); Constitución, Legislación y Justicia, (1948); Trabajo y Previsión Social (1953); Relaciones Exteriores (1954-1955); Hacienda (1956-1957); y Comisión Especial de Estudio de la ciudad de Lota (1948-1949). Además, participó en las siguientes mociones que se convirtieron en ley de la República, entre otras: la ley n° 5.376 del 23 de enero de 1934, de «restablecimiento de las provincias de Colchagua y O’Higgins»; y la ley n° 7.878 del 6 de octubre de 1944, de «exención de impuestos fiscales municipales para la Fundación de Asilo de Huérfanos "Diego Echeverría Castro"», en la ciudad de Quillota.
Luego de un receso, en las elecciones parlamentarias de 1953, fue elegido como senador por la 5ª Agrupación Provincial de O'Higgins y Colchagua para el periodo que finalizó en el año 1961.
Fue nombrado ministro de Educación Pública en el gobierno del presidente Jorge Alessandri, cargo que ejerció entre el 15 de septiembre de 1960 y el 5 de octubre de 1961. En esta cartera, se destacó por la iniciativa de reformar el sistema educacional chileno denominada Plan Arica, que luego se aplicó en todo el país.
Entre otras actividades fue consejero de la Caja de Crédito Agrario, socio de la Sociedad Nacional de Agricultura (SNA), presidente del Centro de Derecho de la Universidad de Chile, secretario del Centro Liberal de Santiago, y socio del Club de La Unión.
Fue también masón, miembro de la Gran Logia de Chile y también promotor del rotarismo en su país, siendo presidente del Rotary Club de Santiago.
Fue autor de una biografía de Juan Martínez de Rozas, y de las obras: Vidas Frente al Mar, Los Diez, Juventud, El Universitario, entre otras.
Falleció en Santiago en noviembre de 1977. En la comuna de Paredones (región de O'Higgins) una escuela rural lleva su nombre a modo de homenaje.